# Cappy (Somme)
Cappy [kapi] (picardisch: Capin) ist ein Dorf und eine Gemeinde mit 548 Einwohnern (Stand 1. Januar 2022) im nordfranzösischen Département Somme in der Region Hauts-de-France. Die Gemeinde gehört zum Arrondissement Péronne und ist Teil der Communauté de communes du Pays du Coquelicot.

## Geographie
Die größtenteils am linken Ufer der Somme gelegene Gemeinde, deren Name im Jahr 1877 als Capiacum aufscheint, liegt rund 3,5 km südöstlich von Bray-sur-Somme an der Departementsstraße D 1, von der hier die D 164 abzweigt. In Cappy befinden sich eine Basis für den Bootstourismus auf der Somme und andere Einrichtungen für den Tourismus. Die amphibische Umgebung bildet die Grundlage für Jagd und Fischerei.

## Geschichte

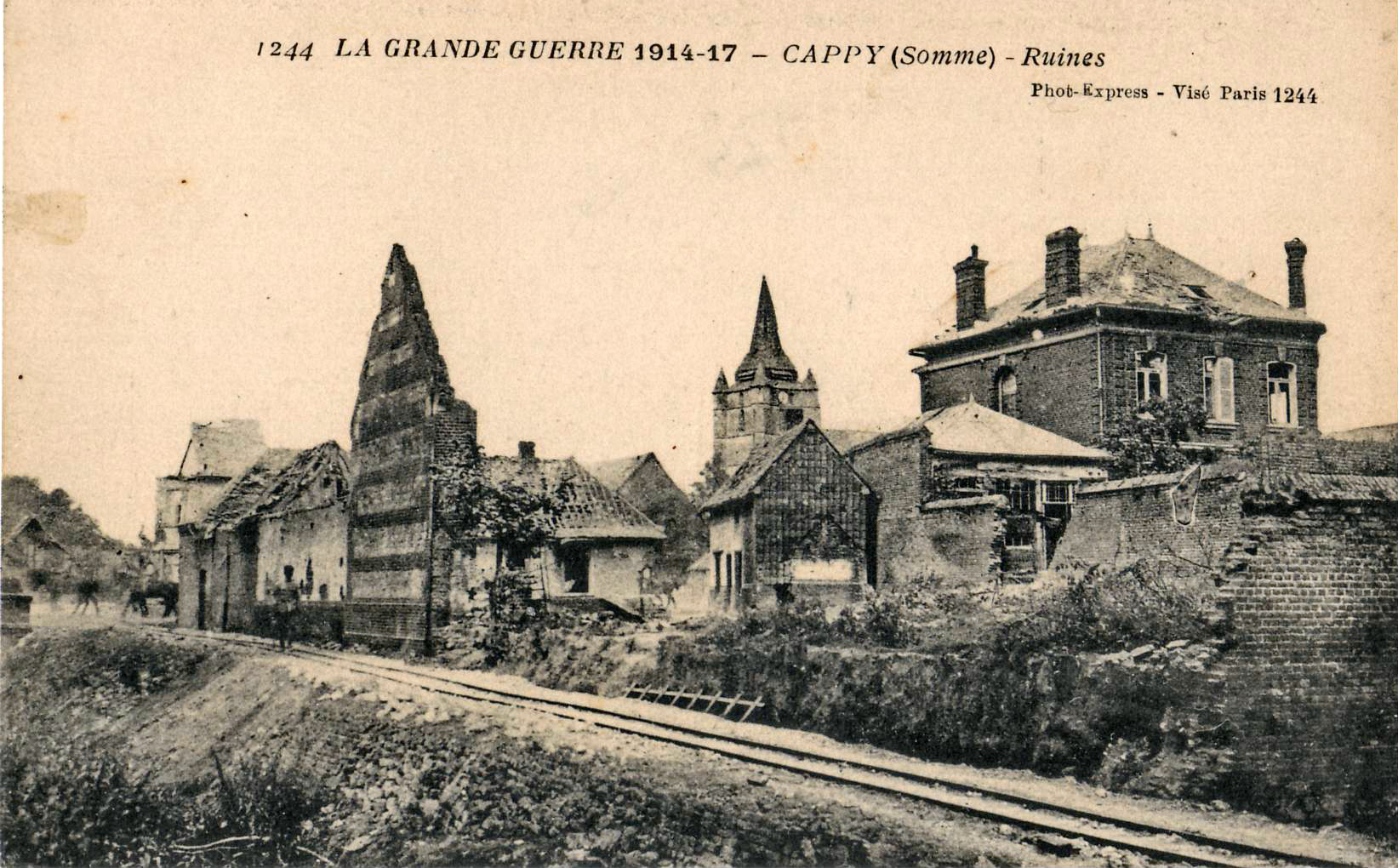
Ruinen von Cappy nach der Zerstörung

Im Ersten Weltkrieg wurde Cappy häufig bombardiert und teilweise zerstört. Die Gemeinde erhielt als Auszeichnung das Croix de guerre 1914–1918.

## Wappen
Das oben wiedergegebene Wappen ist wohl nicht offiziell.

## Einwohner
| 1962 | 1968 | 1975 | 1982 | 1990 | 1999 | 2006 | 2018 |
| ---- | ---- | ---- | ---- | ---- | ---- | ---- | ---- |
| 569  | 549  | 513  | 510  | 484  | 485  | 536  | 544  |

## Sehenswürdigkeiten

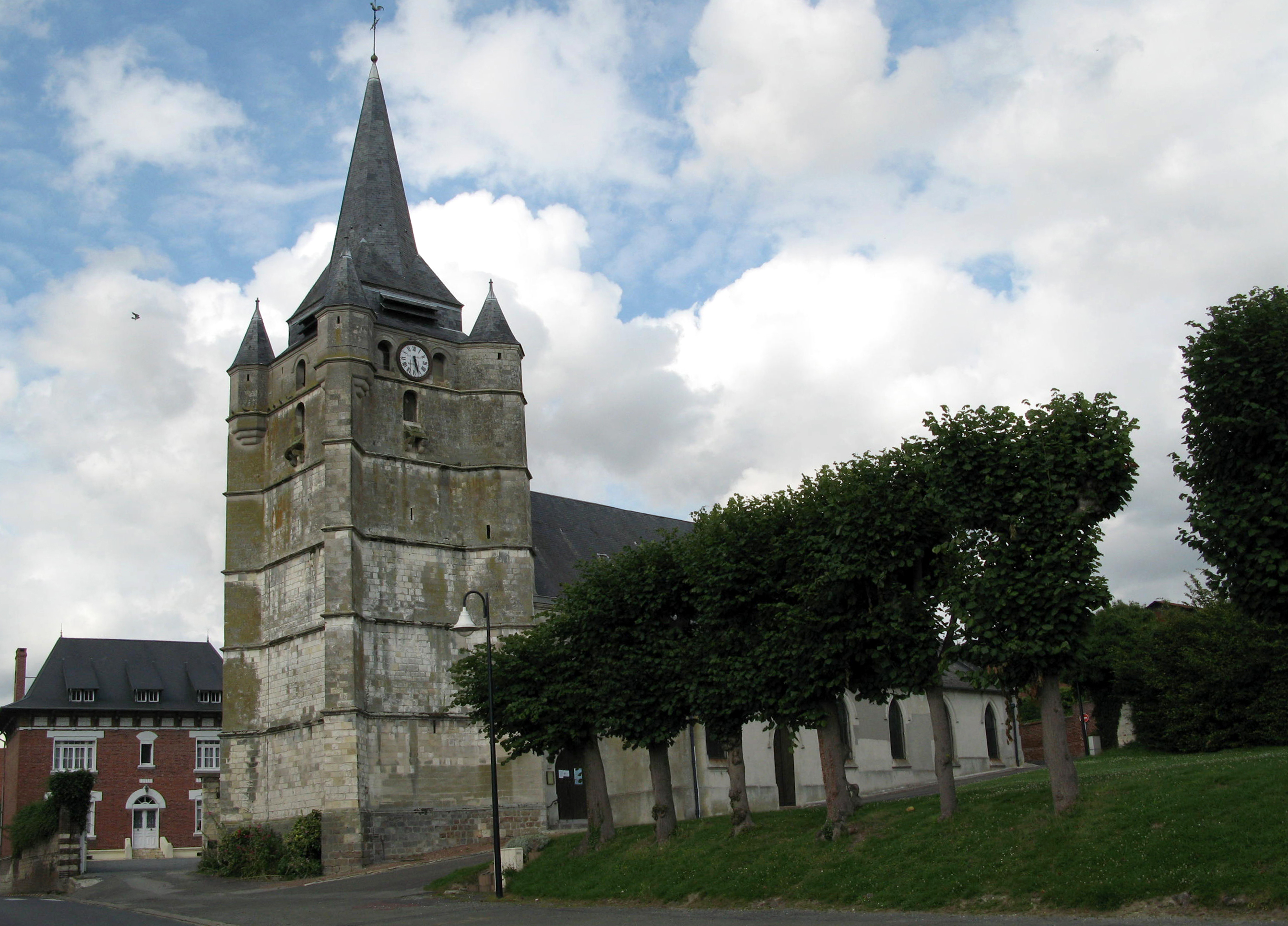
Kirche Saint-Nicolas

- Die Kirche Saint-Nicolas mit Turm aus dem Jahr 1654, seit 1913 als Monument historique klassifiziert. Die Kirche wurde nach 1920 erneuert.
- Die touristische Kleinbahn P'tit Train de la Haute Somme.
- Weiher und Sumpfgebiete sowie der Canal de la Somme.